# Les Sims Medieval
Les Sims Medieval (The Sims Medieval) est un jeu vidéo de simulation de la série des Sims édité et développé par Electronic Arts.
Le jeu est sorti le 24 mars 2011 en Europe. Ce spin-off des Sims 3 reprend quelques éléments de Histoires de Sims, mais au Moyen Âge. Le joueur peut y contrôler un royaume et incarner des personnages de cette période historique en quête d'aventures.
Un disque additionnel est sorti le 1er septembre 2011 nommé Les Sims Medieval : Nobles et Pirates.

## Développement
Le jeu débute sur le choix des personnages ainsi que des quêtes à débuter. On notera la présence d’un tutoriel afin de guider le joueur. Le jeu prendra ensuite tout son sens avec la construction des bâtiments qui abriteront vos personnages. Ces derniers peuvent également être obtenus en réalisant des quêtes.

## Système de jeu
Serez vous un mage fou dans un monde détruit ou un roi pacifique à l'écoute de ses sujets ? C'est à vous de choisir votre camp parmi les dizaines de possibilités pour créer un royaume qui vous ressemble.
Au début du jeu une seule possibilité se présente : c'est une "Ambition" (il en apparaitra d'autres plus tard). Le jeu demande un nom pour le royaume ; voici la première fois que vous pouvez personnaliser le Royaume. Puis, le joueur doit créer son souverain. Il rentre alors dans le menu de Créer un Sim, où il peut ajuster le blush de sa reine ou la pilosité faciale de son roi, ainsi qu'utiliser les différents outils pour créer un Sim unique. Une fois la tâche accomplie, c'est au joueur qu'il revient la tâche difficile de faire vivre le royaume au gré des brutes épaisses et des prêtres ivrognes qui circulent partout.

### Personnage: À vous de choisir
Il existe dix professions, dix lieux de travail et dix Sims jouables dans le Royaume.On les appelle les Héros. 
- Le Souverain règne sur son Royaume et reste souvent au Château. Il consulte souvent le Chevalier, l’Espion et le Marchand[1].
- L'Espion travaille pour le compte du Roi (ou peut le trahir). Sa Planque est une chambre située sur l'aile droite du château. Il s'associe parfois avec le Médecin pour créer ses poisons[2].
- Le Chevalier protège son souverain et combat la vermine en partant faire des reconnaissances aux 4 coins de la ville. Sa base d'entrainement et lieu de vie est située sur l'aile gauche du château. Il conseille souvent le Souverain et se lie d'amitié parfois avec le Barde s'il va à la Taverne[3].
- Le Médecin s'occupe de soigner les petits (ou gros) bobos avec des médicaments faits maison et se renseigne sur les maladies. Il habite près du Sorcier, dans une chambre au-dessus de l’hôpital. Il peut être un fort allié pour l'Espion comme pour le Prêtre Pétérien[4].
- Le Sorcier apprend de nouveaux sorts chaque jour pour assouvir sa soif de connaissances et s'il est doté d'une grande méchanceté, il peut semer la panique parmi les Sims. Si sa nature est mauvaise, il peut être un excellent compagnon du Prêtre Jacoban[5].
- Le Forgeron s'occupe de créer de nouvelles armes et armures pour l'Armée en restant à la Forge. Il part souvent en forêt pour ramasser du minerai et au Marché pour vendre ses créations. Il est souvent ami avec le Roi et le Chevalier[6].
- Le Marchand participe à l'économie du Royaume vendant cher des objets qu'il a acheté bon marché au Village. Il vit à deux pas du Marché dans une maison loin d'être modeste, où il fête souvent sa richesse. Il ne s'entend souvent pas avec l'Espion, à l'inverse du Souverain qui est un bon camarade[7].
- Le Barde vit à la Taverne où il compose moult poèmes et pièces de théâtre, en utilisant l'inspiration qui accumule chaque jour en réfléchissant. Lors de banquets, il n'hésite pas chanter sur un air mélodieux ou affreux de luth. Le Barde peut acheter au Marchand un bon luth, ce qui les rapprochera. Le Barde n'est l'ennemi de personne, à part s'il est de mauvais poil[8].
- Le Prêtre Jacoban médite souvent sur l'Observateur (une sorte de divinité qui joue un rôle important dans le jeu), et son objectif est de faire régner l’ordre par la crainte de l’observateur[9]. Il vit à la Cathédrale Jacobane où il y rédige des documents religieux, fait des sermons terrifiants et absout les Sims de leurs péchés. Il ne fait pas du tout ami-ami avec l'autre prêtre du village[10].
- Le Prêtre pétérien habite dans le Monastère près de la forêt, situé à côté de la cathédrale jacobane. Il donne des discours rassurants et converti chaque jour de nouveaux Sims. C'est l'ennemi de l'autre prêtre, mais il s’entend bien avec le reste du Royaume s'il est de bonne nature[11].

### Traits de Caractères
Contrairement aux Sims3, on ne peut donner que 3 traits de caractère à un Sim, deux traits sont "bons" et l'autre obligatoirement "mauvais". Personne n'est parfait ! Les traits ici sont très différents des Sims 3.
Certains traits vous font bénéficier (ou pas) d'un bonus ou d'un malus de Jauge de concentration (voir plus bas).

### Jauge de concentration
Une Jauge de Concentration élevée est primordiale pour le bon déroulement de votre Quête. Plus votre Sim sera concentré, plus la colonne près de la Coupe se remplira vite (voir Jauge de Quête). Un niveau bas de concentration fait baisser votre Jauge d'humeur, ce qui aura des répercussions sur la colonne citée ci-dessus. Si votre Sim a ses deux jauges (Concentration & Humeur) élevées, il effectuera ses Responsabilités (voir ci-dessous) plus rapidement et aura plus de chances de réussir.

## Responsabilités
Chaque jour à 9 h, votre Sim recevra deux tâches à accomplir : les Responsabilités. Selon sa profession, le Sim en question devra soigner 2 patients (médecin), faire passer un édit (souverain), et bien plus encore ! Mais attention : votre temps est compté pour effectuer ces actions ! En les réussissant, vous obtiendrez un puissant état d’esprit (de +20 à +60) qui améliorera à coup sûr votre Jauge de Concentration et par conséquent la Jauge Quête ! Par contre, échouer baissera votre Jauge de Concentration, à cause d'un état d'esprit très négatif (-40) .